# Kế hoạch kinh tế kiểu Xô viết

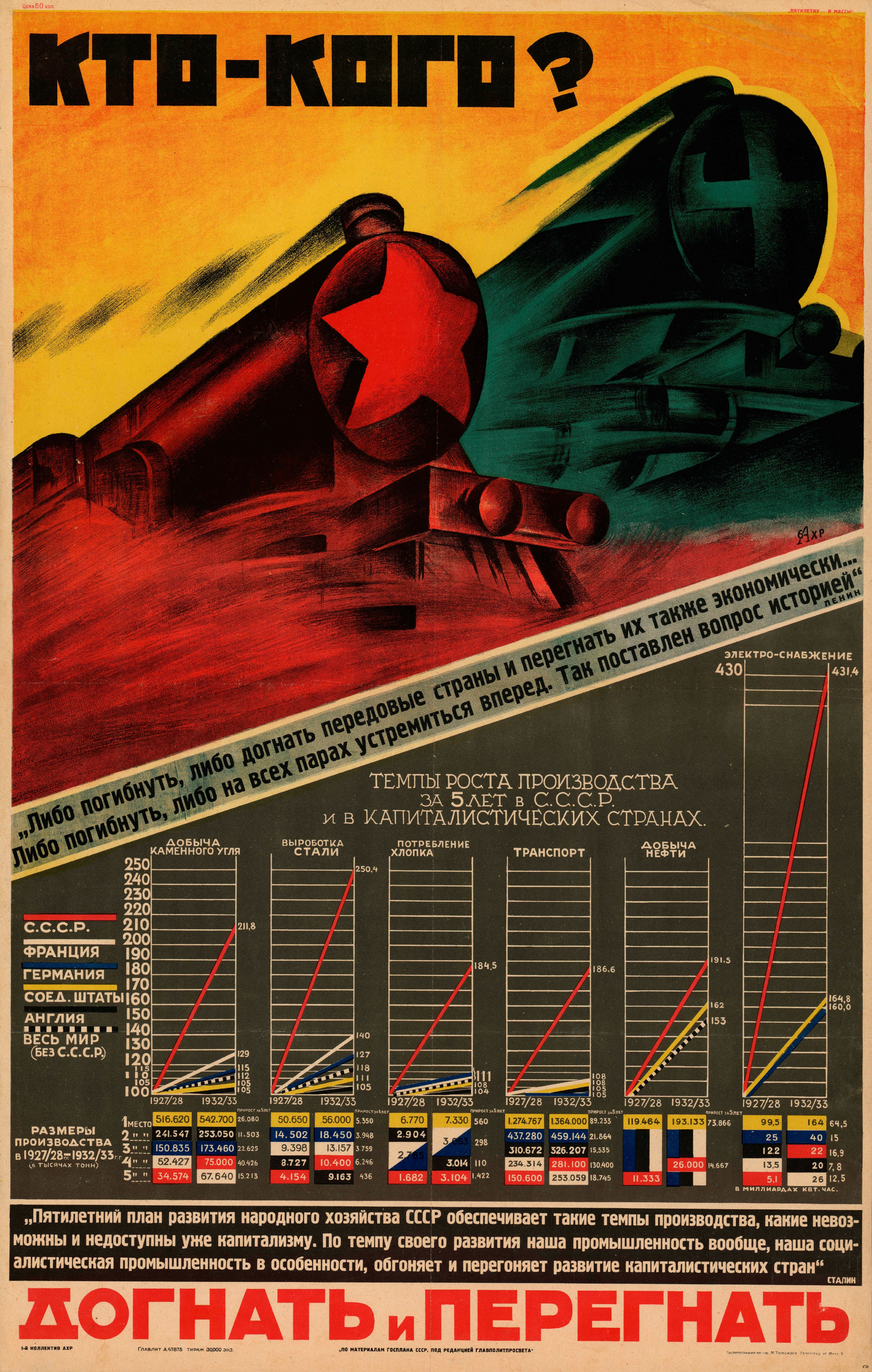
Áp phích tuyên truyền kinh tế Xô Viết

Kế hoạch hóa kinh tế kiểu Xô Viết ) là mô hình cụ thể của kế hoạch hóa tập trung được sử dụng bởi các nhà nước xã hội chủ nghĩa chủ nghĩa Mác-Lenin. Nền kinh tế của Liên Xô. Mặc dù có sự khác biệt đáng kể giữa các nền kinh tế này, kế hoạch kiểu Xô Viết và nền kinh tế kiểu Xô Viết đề cập đến những đặc điểm cơ cấu chính chung cho các nền kinh tế này.
Kế hoạch kiểu Xô Viết là một hình thức kế hoạch kinh tế bao gồm các quyết định đầu tư tập trung, phân bổ hành chính các yếu tố đầu vào kinh tế, cân bằng vật chất để đạt được trạng thái cân bằng giữa đầu vào sẵn có và đầu ra mục tiêu, và ở một mức độ nào đó sử dụng tối ưu hóa tuyến tính để tối ưu hóa các kế hoạch.
Phân tích hậu perestroika đối với hệ thống kế hoạch kinh tế của Liên Xô mô tả nó là hệ thống chỉ huy hành chính do ưu tiên trên thực tế đối với việc quản lý tập trung cao độ đối với kế hoạch.